# Walter Kautz (Widerstandskämpfer)
Walter Kautz (* 18. März 1900 in Spandau bei Berlin; † 28. September 1971 in West-Berlin) war ein deutscher kommunistischer Gewerkschaftsfunktionär und Widerstandskämpfer.

## Leben
Kautz besuchte die Volksschule von 1906 bis 1914. Danach absolvierte er zwischen 1914 und 1918 in einer Maschinenfabrik und Schiffswerft in Spandau eine Ausbildung zum Maschinenschlosser. 1918 wurde Kautz Mitglied des Deutschen Metallarbeiter-Verbandes (DMV). 1918/19 war er in der USPD organisiert. Nachdem er die Partei verlassen hatte, organisierte er sich mehrere Jahre später, im Jahr 1924, in der KPD, für die er verschiedene Funktionen übernahm. Unter anderen war er für die KPD Betriebs- und Straßenzellenleiter und Mitglied der Unterbezirksleitung Berlin-Spandau.
Von 1929 bis 1932 war Kautz Vorsitzender des Betriebsrates in der Firma „Orenstein & Koppel“. In dieser Zeit engagierte er sich in der Revolutionären Gewerkschafts-Opposition (RGO), die in der Firma „Orenstein & Koppel“ einen vergleichsweise großen Einfluss hatte. Als im November 1930 der kommunistische Einheitsverband der Metallarbeiter Berlins (EVMB) gegründet wurde, trat Kautz in diese radikale Gewerkschaft ein. Für den Verband wurde er ehrenamtlicher Bezirksleiter in Berlin-Spandau.
Nach der Machtübernahme der Nationalsozialisten war Kautz einer der treibenden Kräfte beim illegalen Wiederaufbau des EVMB. Neben Rudolf Lentzsch, August Bolte, Wilhelm Bielefeld und Oskar Walz gehörte Kautz der Leitung der vergleichsweise umfangreichen gewerkschaftlichen Widerstandsgruppe an. Der Historiker und Politikwissenschaftler Siegfried Mielke konstatiert in diesem Zusammenhang:
„In der illegalen EVMB-Organisation, eher ein Netzwerk ehemaliger EVMB-Mitglieder und -Funktionäre, nahm Walter Kautz als einer von vier Instrukteuren eine führende Stellung ein. Bei den Vorermittlungen war die Gestapo sogar der Meinung, Kautz sei der geistige Urheber der illegalen Neuorganisierung. Die Instrukteure, die jeweils für mehrere der insgesamt 18 Berliner EVMB-Bezirke zuständig waren, bildeten zusammen mit Rudolf Lentzsch die Leitung der illegalen kommunistischen Metallarbeiterorganisation. Kautz arbeitete eng mit Lentzsch zusammen und war für die Bezirke Berlin-Mitte, Berlin-Südwest, Moabit und Charlottenburg, Siemensstadt-Spandau zuständig. Im [späteren] Prozess gab er zu, Koordinationsaufgaben zwischen den Bezirken durchgeführt und eine Reihe ehemaliger EVMB-Mitglieder für die Mitarbeit geworben zu haben, darunter die EVMB-Bezirksleiter Willi Boremski (Berlin-Mitte), Ludwig Marmulla (Siemensstadt-Spandau) und Johann Hinz, der für Kurierdienste und die Verbreitung illegalen Materials eingesetzt wurde.“
Kautz wurde wegen seiner illegalen Tätigkeiten am 15. Dezember 1933 verhaftet. Zeitweise war er im KZ Columbia inhaftiert. Vom 5./6. bis 19. Januar 1934 war Kautz im KZ Oranienburg in Haft. Danach erfolgte eine Untersuchungshaftzeit in Berlin-Moabit. Am 19. Juni 1934 wurde Kautz mit anderen EVMB-Widerstandskämpfern vom Kammergericht Berlin wegen „Vorbereitung eines hochverräterischen Unternehmens“ zu einer Haftstrafe von 30 Monaten Zuchthaus verurteilt, die er im Zuchthaus Brandenburg-Görden verbüßte. Die Zeit der Untersuchungshaft wurde auf die Gesamthaftzeit angerechnet.
Auch nach der Entlassung aus dem Zuchthaus soll sich Kautz weiter illegal im Widerstand gegen das NS-Regime betätigt haben. Er arbeitete wieder als Metallarbeiter in Berlin-Spandau.
Nach Ende des Zweiten Weltkriegs war Kautz aktiv am gewerkschaftspolitischen Wiederaufbau beteiligt. Unter anderem wurde er FDGB-Bezirkssekretär in Berlin-Spandau. Für den FDGB wurde Kautz 1946 Mitarbeiter der Organisationsabteilung des Bundesvorstandes. Die weiteren Details des Lebensweges ließen sich nicht rekonstruieren. Kautz lebte weiterhin in Berlin-Spandau, wo er auch verstarb.